# ライヴィス・ベロホヴォシュチィクス
ライヴィス・ベロホヴォシュチィクス（Raivis Belohvoščiks、1976年1月21日 - ）は、ラトビア、リガ出身の自転車競技（ロードレース）選手。

## 来歴
タイムトライアルスペシャリストという名に相応しい選手であり、国内選手権の個人タイムトライアル(ITT)を、2002年、2003年、2005年、2006年、2008年と5回制覇している。ITTにおけるこの他の主要優勝実績として、2000年のツール・ド・スイス第5ステージ、2006年のクロノ・デ・ナシオン、2008年のエネコ・ツアー第7ステージなどがある。
ロードレースにおける主要優勝実績は、2002年の国内選手権、2003年のデ・パンネ3日間総合優勝などがある他、2006年のツアー・オブ・ジャパンでは、東京ステージとなる第6ステージを制している。